# Sarkomera
Sarkomera je osnovna enota krčenja mišičnih vlakenc (miofibril). Omejena je z dvema Z-diskoma in zgrajena iz miofilamentov, raznih citoskeletnih elementov (mikrofilamentov ali aktinskih miofilamentov, miozinskih miofilamentov in intermediarnih miofilamentov). Pojavlja se v skeletnih mišicah, enem izmed treh tipov mišic, ki se pojavljajo pri vretenčarjih, in za katere velja, da organizem z njimi zavestno nadzira gibanje. Značilen progast izgled pa sarkomera daje tudi celicam srčne mišičnine. Zaradi tipične progavosti, ki jo daje sarkomera, prej omenjeni skupini mišic s skupnim izrazom pogosto poimenujemo prečno progaste mišice, četudi je vzorec najbolj izrazit pri skeletnih mišicah.
Skeletne mišice gradijo skeletne mišične celice, ki so celice podolgovate oblike, v katerih se običajno nahaja večje število celičnih jeder, kar je posledica zlivanja več zaporednih celic. Citoplazmi mišičnih celic, ki je v bistvu zmes citoplazem več celic, pravimo sarkoplazma, svoje poimenovanje pa ima tudi plazmalema (celična membrana) mišičnih celic, ki jo označujemo z izrazom sarkolema. Za skeletne mišične celice je značilna prisotnost številnih strukturnih beljakovin, ki skupaj tvorijo tako imenovane miofibrile ali mišična vlakenca, zgrajena iz mnogih nitasto oblikovanih miofilamentov. Miofibrile so valjasto oblikovane sestavljene nitke, ki v premer merijo od 1 do 2 mikrometrov in se navadno raztezajo vzdolž celotne mišične celice. Mišična vlakenca se nahajajo v neposredni bližini endoplazemskega retikla, ki v mišičnih celicah nosi ime sarkoplazemski retikel in je tesno povezan s krčenjem mišičnih celic.

## Zgradba sarkomere
Glavni gradniki sarkomere so tanki aktinski filamenti, zgrajeni iz beljakovine aktin, in debelejši miozinski filamenti, sestavljeni iz številnih nitastih miozinov, ki so obojni razmeščeni v značilni vzorec. V sredini sarkomere se nahajajo miozinski filamenti, ki jih z leve in desne strani delno prekrivajo mikrofilamenti. Filamenti so nameščeni vodoravno (paralelno) in zaradi nepopolne medsebojne pokritosti tvorijo svetlejše (izotropne) I-odseke in temnejše (anizotropne) A-odseke, ki se izmenjujejo vzdolž miofibrile. Vsak I-odsek je s tako imenovanim Z-diskom (ali telofragmo, pa tudi linijo Z), na katerega se s + koncem pritrjajo aktinski filamenti, predeljen na dva dela; hkrati Z-disk predstavlja mejo med dvema sosednjima sarkomerama. Ob opazovanju sarkomere z elektronskim mikroskopom je Z-disk viden kot pokončna intenzivno temna črta. Na eni sarkomeri lahko prepoznamo več značilnih struktur:
- I-pas (tudi pas I) je odsek, ki ga sestavljajo samo aktinski filamenti. Nahaja se na levi in desni strani sarkomere in se prekinjen z Z-diskom nadaljuje v sosednji sarkomeri. I-pas je tisti, ki na mikroskopski sliki sarkomere izgleda svetlo, ker vsebuje le tanke mikrofilamente.[1][5]

- A-pas (tudi pas A) je del sarkomere, v katerem najdemo tako aktinske kot tudi miozinske filamente. Pas se nahaja na sredini sarkomere in je na levi omejen s polovico enega I-pasu, na desni pa s polovico drugega I-pasu.[1] A-pas na mikroskopski sliki izgleda temneje, ker ga gradijo debelejši filamenti.[5]

- Znotraj A-pasu prepoznamo še eno področje, ki se imenuje H-pas. Zanj je značilno, da vsebuje zgolj debele miozinske filamente in je iz leve in desne strani omejen z regijama A-pasu, kjer so tako aktinski kot miozinski filamenti.[1]

Ena sarkomera tako obsega polovico levega I-pasu, ves A-pas in polovico desnega I-pasu. Na obeh straneh jo omejuje Z-disk.

## Povezane beljakovine
Za oblikovanje specifične strukture sarkomere so nujne tudi nekatere druge beljakovine. Tako (alfa) α-aktinin tvori povezave med sosednjimi mikrofilamenti, pomembno vlogo pa opravljata pokrovni beljakovini CapZ (ki prekriva in s tem stabilizira + konec aktinskih filamentov) in tropomodulin (nameščen na - koncu mikrofilamentov in odgovoren za ohranjanje njihove stabilnosti). Povezave med miozinskimi filamenti vzpostavlja miomezin, ki se nahaja na sredini H-pasu, področju, ki ga imenujemo M linija (tudi linija M ali mezofragma). Dolga beljakovina titin, ki skrbi za stabilno lego miozinskih filamentov (s čimer jih ohranja v sredini sarkomere), se na eni strani pritrja na Z-disk, na drugi pa priključuje na osrednjo M linijo. Na mikrofilamente se veže beljakovina nebulin, ki je zadolžena za njihovo pravilno sintezo in ustrezno dolžino.

## Sarkomera ob krčenju
Pri krčenju mišičnih celic se spreminja tudi struktura sarkomere, pri čemer skrčitev poteče tako, da filamenti drsijo v vzdolžni smeri drug ob drugem (tako imenovana teorija drsečih filamentov). Ob skrčitvi mišične celice se skrajša tudi miofibrila, kar se odrazi na ravni sarkomere; ko mikrofilamenti drsijo vzdolž miozinskih filamentov, se zmanjša dolžina I-pasu (pri opazovanju z elektronskim mikroskopom je viden manjši del svetlega, anizotropnega odseka). Po drugi strani ostane dolžina A-pasu nespremenjena (na mikrografiji sarkomere skrčene mišične celice je viden enako dolg temni, izotropni odsek). Zaradi drsenja aktinskih filamentov vzdolž miozinskih filamentov se zmanjša tudi dolžina H-pasu.